# Manuel Zorrilla
Pour les articles homonymes, voir Zorrilla.
 (janvier 2017).
Si vous disposez d'ouvrages ou d'articles de référence ou si vous connaissez des sites web de qualité traitant du thème abordé ici, merci de compléter l'article en donnant les références utiles à sa vérifiabilité et en les liant à la section « Notes et références ».
Manuel Zorrilla de la Torre, né le 26 avril 1919 à Buenos Aires (Argentine) et mort le 12 mai 2015 à Fontenay-le-Fleury (France), est un artiste peintre, dessinateur, graveur, lithographe et sculpteur argentin vivant en France.

## Biographie
Manuel Zorrilla naît le 26 avril 1919 à Buenos Aires, en Argentine, de parents espagnols.
Dès l’enfance, son goût pour la peinture le conduit à représenter le monde rural qui l’entoure : la faune (les chevaux) et la flore (arbres fruitiers, fleurs) sont pour lui des sources d’inspiration inépuisables. Éminemment autodidacte, son académie est la vie dans toutes ses manifestations.
Dès 1935, il fréquente des ateliers graphiques et de publicité. Rapidement, il s’oriente vers La Société Argentine d’Artistes Plasticiens et vers le Cercle des Beaux-Arts, à Buenos Aires, pour dessiner le nu. C’est au Jardin Zoologique, au Jardin Botanique, à « La Rural » (Salon de l’Agriculture en Argentine) et aux parcs de Buenos Aires qu’il a trouvé ses modèles pour dessiner la nature.
Au Cercle des Beaux-Arts, le sculpteur argentin Arturo Dresco (es) lui offre sa première argile à modeler. Mais c’est surtout sa rencontre avec Alcides Gubellini, peintre et sculpteur italien, qui est déterminante : les conseils qu’il lui a prodigués sur ses dessins et l’initiation postérieure à la peinture à l’huile ont guidé ses premiers pas. Il le considère comme son véritable maître.
En 1942, il expose pour la première fois en compagnie d’autres artistes : la critique le remarque et le salue comme un jeune espoir pour les Beaux-Arts. Cette année marque le commencement d’une série d’expositions, saluées par la presse, qui demeure ininterrompue jusqu’en 1980.
De 1949 à 1953, il reçoit de nombreux prix, parmi lesquels ceux de la « Société d’Aquarellistes et Graveurs », du « Salon National de Dessin et Gravure », de la « Société de Beaux-Arts de Santa Fe », de la « Société de Beaux-Arts de Rosario » et de la « Société de Beaux-Arts de Mar del Plata ». En 1954, il est élu vice-président de la Société Argentine des Arts Plastiques.
Voyageur infatigable en Amérique latine et en Europe, il s’est intéressé aux paysages et à la vie de l’homme dans son environnement. Son œuvre raconte la vie : dans les récoltes, à l’usine, des « cariocas » de Rio de Janeiro au Brésil (exposés au Musée d’Art de Sao Paulo au Brésil), des indiens du nord-ouest argentin, le tango à Buenos Aires, la forêt au Venezuela mais aussi Paris et la Seine, Rome et ses monuments, Venise et ses canaux, l’Espagne dans sa diversité. Les femmes sont également un sujet qu’il a décliné à l’infini dans ses « figures ». Ses œuvres de composition sont nombreuses, notamment : Le siège de Numance, L'univers terrestre et ses populations et les séries La mer et Grand fleuve.
En 1982, il s’installe en France, à Fontenay-le-Fleury, dans les Yvelines, dont le vieux village et ses champs deviennent une source d’inspiration. Il se tourne également vers l’écriture, notamment la poésie. Il écrit plusieurs ouvrages où il reprend souvent les thèmes développés dans son œuvre picturale.
Manuel Zorrilla meurt le 12 mai 2015 à Fontenay-le-Fleury,.

## Expositions
Manuel Zorrilla a réalisé plusieurs expositions individuelles en Argentine, principalement dans les galeries Wildenstein, Witcomb, Peuser, Müller, Perla Marino, El Nauta ; au Brésil, Galerie Ibeu (Institut brésilien - Nord américain), Musée des Arts de Sao Paulo ; en France, Galerie Marcel Bernheim, Galerie du Théâtre de Fontenay-le-Fleury.
Il a également participé à de nombreuses expositions collectives : Obras de 30 pintores argentinos (Kraft, 1951), Caballos (Wildenstein, 1960), Pintura argentina (Gran Teatro Opera, 1965), Exposición del grabado (Casa América, 1965), Muestra de pintores argentinos (Perla Marino y Club Atlético River Plate), Motivos de tango (Ateneo Popular de la Boca, 1974), Muestra colectiva de Marinas (El Nauta, 1975), Maestros Argentinos del Dibujo (América, 1975), au Carrousel du Louvre Paris (2001) et en qualité d'invité d'honneur au salon « Couleurs et Passion 2004 », à Cheptainville (2004) France.

## Prix et distinctions

### Prix
| Année | Salon                                                        | Prix obtenu                                                                    | Œuvre récompensée                          |
| ----- | ------------------------------------------------------------ | ------------------------------------------------------------------------------ | ------------------------------------------ |
| 1949  | 34e Salon annuel de la Société des Aquarellistes et Graveurs | 1er prix de peinture décernée par le président du jury Alfredo Gonzalez Garaño | peinture "Caballos"                        |
| 1950  | 27e Salon annuel des Beaux Arts de Santa Fe                  | Prix de la peinture                                                            | peinture à l'huile "Figura de mujer colla" |
| 1950  | 29e Salon des Arts de Rosario                                | Prix Adquisition de l'institut social de l'Université du Litoral               | peinture à l'huile "Puerto"                |
| 1950  | 35e Salon annuel de la Société des Aquarellistes et Graveurs | 1er Prix de dessin décernée par le président du jury Alfredo Gonzalez Garaño   | Pastel sanguine "Figura Coya (mujer)"      |
| 1950  | 9e Salon des Arts de Mar del Plata                           | 1er Prix de dessin                                                             | "Coya"                                     |
| 1950  | Salon de Bahia Blanca                                        | Prix Bahia Blanca                                                              |                                            |
| 1953  | Salon National de Dessin et de Gravure                       | 2e Prix de dessin                                                              | Pastel sanguine "Martita Liliana"          |
| 1954  | 7e Exposition d'arts de publicité                            | 1er Prix de Arte Folletos                                                      |                                            |

### Distinctions
- En 1954, Manuel Zorrilla est nommé Vice-Président de la Société Argentine des Artistes Plasticiens.
- En 1974, Manuel Zorrilla reçoit la médaille de l'Ordre de la Llave Mohosa no 199 du peintre Esteban Semino.
- Le 5 octobre 1974, il reçoit également la médaille d'or de l'Ateneo Popular de la Boca décernée par le Conseiller Victor C. Pereira

## Techniques développées
- Peinture à l’huile sur toile, bois et cartouline.
- Pastel, pastel à l’huile, charbon, crayon.
- Dessin à plume, encre de Chine, encres de couleurs ; il a développé une technique personnelle : l’encre aquarellée.
- La fresque et la peinture sur de la céramique.
- Lithographie monochrome et à couleur.
- Sérigraphie.
- Sculpture en plâtre, argile et terrecuite.